# Lògica PMOS

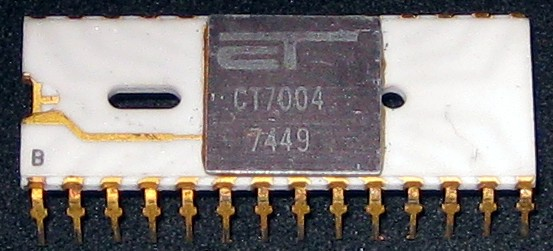
Rellotge PMOS IC, 1974

La lògica PMOS o pMOS (del canal p de metall-òxid-semiconductor) és una família de circuits digitals basats en transistors d'efecte de camp d'òxid de metall-semiconductor (MOSFET) en mode de millora de canal p. A finals dels anys 60 i principis dels 70, la lògica PMOS era la tecnologia de semiconductors dominant per a circuits integrats a gran escala abans de ser substituïda pels dispositius NMOS i CMOS.

Inversor PMOS amb resistència de càrrega.

Mohamed Atalla i Dawon Kahng van fabricar el primer MOSFET en funcionament a Bell Labs el 1959. Van fabricar dispositius PMOS i NMOS, però només funcionaven els dispositius PMOS. Passaria més d'una dècada abans que els contaminants en el procés de fabricació (especialment el sodi) es poguessin gestionar prou bé per fabricar dispositius NMOS pràctics.
En comparació amb el transistor d'unió bipolar, l'únic altre dispositiu disponible en aquell moment per utilitzar-lo en un circuit integrat, el MOSFET ofereix una sèrie d'avantatges:
- Tenint en compte els processos de fabricació de dispositius semiconductors de precisió similar, un MOSFET només requereix el 10% de l'àrea d'un transistor d'unió bipolar.:[3] 87 El motiu principal és que el MOSFET és autoaïllant i no requereix aïllament de la unió p–n dels components veïns del xip.
- Un MOSFET requereix menys passos de procés i, per tant, és més senzill i més barat de fabricar (un pas de dopatge de difusió:[3] 87 en comparació amb quatre per a un procés bipolar:[3] 50 ).
- Com que no hi ha corrent de porta estàtica per a un MOSFET, el consum d'energia d'un circuit integrat basat en MOSFET pot ser menor.

Els desavantatges relatius als circuits integrats bipolars van ser:
- La velocitat de commutació era considerablement menor, a causa de les grans capacitats de la porta.
- La tensió de llindar alt dels primers MOSFET va provocar una tensió d'alimentació mínima més alta (-24 V a -28 V).[4]

General Microelectronics va introduir el primer circuit PMOS comercial el 1964, un registre de desplaçament de 20 bits amb 120 MOSFET, en aquell moment un nivell d'integració increïble. L'intent de General Microelectronics el 1965 de desenvolupar un conjunt de 23 circuits integrats personalitzats per a una calculadora electrònica per a Victor Comptometer va resultar ser massa ambiciós donada la fiabilitat dels circuits PMOS en aquell moment i, finalment, va provocar la desaparició de General Microelectronics. Altres empreses van continuar fabricant circuits PMOS com registres de gran desplaçament (General Instrument) o el multiplexor analògic 3705 (Fairchild Semiconductor) que no eren factibles en les tecnologies bipolars de l'època.